# 6563 Steinheim
6563 Steinheim eller 1991 XZ5 är en asteroid i huvudbältet som upptäcktes den 11 december 1991 av den tyske astronomen Freimut Börngen vid Tautenburg-observatoriet. Den är uppkallad efter Steinheimkratern i Tyskland.
Asteroiden har en diameter på ungefär 3 kilometer.